# Pekin. Złota 83
Pekin. Złota 83 – polski film dokumentalny zrealizowany przez Ewę Borzęcką w 2003 roku.

## Fabuła
Film opowiada o warszawskiej kamienicy Wolfa Krongolda, mieszczącej się przy ul. Złotej 83, zwanej popularnie Pekinem. Przedstawia historię budynku i jego mieszkańców oraz ich wspólny problem - konieczność wyprowadzenia się ze swoich mieszkań w związku z zamiarem sprzedaży budynku przez Urząd Miasta.
Film reprezentował Polskę w kategorii filmy dokumentalne na 39. Międzynarodowym Festiwalu Filmowym w Karlowych Warach, wyświetlany był również na 9. Festiwalu Filmowym i Artystycznym „Lato Filmów” w Kazimierzu oraz na 27. Międzynarodowym Festiwalu Filmów Realizowanych przez Kobiety w Créteil we Francji.